# Julian Röder
Julian Röder (geboren 1981 in Erfurt) ist ein deutscher Fotokünstler (Architektur; soziale Transformationen; Konfliktforschung).

## Leben
Julian Röder wuchs in Berlin auf. In den Jahren 1999–2002 machte er eine Ausbildung zum Fotografen bei der Berliner Foto-Agentur Ostkreuz. 2003–2009 studierte er Fotografie an der Hochschule für Grafik und Buchkunst in Leipzig sowie später an die Hochschule für Angewandte Wissenschaften Hamburg. Während des Studiums begann seine umfangreiche Ausstellungsteilnahme an thematischen Gruppenausstellungen im In- und Ausland.
Die Werke Röders gliedern sich themenbezogen in Zyklen, die jeweils ein oder mehrere Jahre umfassen. Die Veränderungsprozesse von Städten wie Lagos interessierten ihn ebenso wie Recht und Raum oder World of Warfare. Überwiegend bewegt er sich dabei nicht im Gefühligen und Erinnerungskulturellen, sondern auf der Höhe der zivilgesellschaftlichen Zeitgenossenschaft und ihrer Konfliktfelder.
Es erschienen etliche Fotobücher und Ausstellungskataloge seiner Arbeiten, mit kunsthistorischen Textbeiträge von Matthias Flügge, Russi Klenner, Sean O’Toole und Elisabeth Giers.
Julian Röder lebt und arbeitet in Berlin. Am Kunstmarkt vertreten ist er seit Jahren durch die Berliner Galerie Russi Klenner.

## Werke / Zyklen
- Love and Destruction, 1998–2001
- The Summits, 2001–2008
- Human Resources, 2007–2009
- Lagos Transformation, 2009
- World of Warfare, 2011
- Mission and Task, 2012/2013

## Ausstellungen
- 2003: Enough, Foam, Amsterdam
- 2003:	Indeterminate! Kommunismus, Künstlerhaus Mousonturm, Frankfurt am Main
- 2004:	Aufruhr der Gefühle. Leidenschaften in der zeitgenössischen Fotografie, Museum für Photographie, Braunschweig
- 2004:	Utopia Station, Theater am Turm, Frankfurt am Main
- 2005:	Nachtisch, SpinnereiGalleries, Leipzig
- 2005:	Random Happenings, V1 Gallery, Kopenhagen
- 2006:	GlobalLocal, Goethe-Institut and Centre culturel français d’Alexandrie, Alexandria, Ägypten
- 2006:	Photobiennale 2006, House of Photography, Moskau
- 2008:	The Destruction of Atlantis, Union Gallery, London
- 2008:	The Summits, Einstein Forum, Potsdam
- 2010:	Der Einzelne und sein Leben im System, Deichtorhallen, Hamburg
- 2010:	Die Stadt. Vom Werden und Vergehen, C/O Berlin, Berlin
- 2010:	Hijacked 2. Australia/Germany, Monash Gallery of Art, Melbourne
- 2011:	Angry. Young and Radical, Nederlands Fotomuseum, Rotterdam
- 2011:	In Gesellschaft des Marktes, Guardini Galerie, Berlin
- 2011:	Leipzig. Fotografie seit 1839, Museum der bildenden Künste, Leipzig
- 2011:	Unglaublich – Incredible. Fotodoks, Münchner Stadtmuseum, München
- 2012:	Demonstrations. Making Normative Orders, Frankfurter Kunstverein, Frankfurt am Main
- 2012:	The City Show, Center for Contemporary Art, Tel Aviv
- 2012:	Visualleader, Deichtorhallen, Hamburg
- 2013:	One Each, Russi Klenner, Berlin
- 2013:	Über Grenzen, Haus der Kulturen der Welt, Berlin
- 2013:	Weltreise. Kunst aus Deutschland unterwegs, Werke aus dem Kunstbestand des ifa 1949 – heute, ZKM Zentrum für Kunst und Medientechnologie, Karlsruhe
- 2014:	Julian Röder und Robert Capa, Kunsthalle Erfurt im Haus zum Roten Ochsen, Erfurt
- 2014:	Playtime, Städtische Galerie im Lenbachhaus, München
- 2014:	Traveling the World, Moscow Museum of Modern Art, Moskau
- 2014:	Watching You, Watching Me, Open Society Foundations, New York City
- 2015:	Baywatch, Galerie Hartwich, Sellin, Rügen
- 2015:	Boys and their Toys, Kunstraum Kreuzberg/Bethanien, Berlin
- 2015:	Data Rush, Norderlicht Photofestival, Groningen
- 2015:	Der dritte Blick, Galerie des Willy-Brandt-Haus, Berlin
- 2015:	Fire and Forget, KW Institute for Contemporary Art, Berlin
- 2015:	Frontières, Musée de l'histoire de l'immigration, Paris
- 2015:	Gegen Against, Salon Dahlmann, Berlin
- 2015:	Tous Pour Tous, Centre Culturel Les Chiroux à Liège, Lüttich, Belgien
- 2015:	Traces of Disorder, Deutsche Börse Photography Foundation, Eschborn
- 2015:	Zoom in on Architecture, Pinakothek der Moderne, München
- 2016:	Contemporary Art from Germany – Museum of Art Ein Harod, Israel
- 2016:	Der dritte Blick, Stadtgalerie Kiel
- 2016:	Insel, Kunstverein Ulm (Einzelausstellung)
- 2016:	Recht und Raum, Haus am Waldsee, Berlin (Einzelausstellung)
- 2016:	Zoom in on Architecture, Architekturzentrum Wien
- 2017:	Victoria and Albert Museum, London respektive Museum of Childhood
- 2017:	Dancers, Gyeong – Nam Art Museum, Changwon, Korea
- 2017:	Dreamaholic, Miettinen Collection, Weserburg Museum für moderne Kunst, Bremen
- 2017:	Ressentiment – Kulturen des Dissens, IKOB – Museum für zeitgenössische Kunst, Eupen, Belgien
- 2017:	Watched! Surveilance Art & Photography, C/O Berlin
- 2017:	Watching You, Watching Me, Museum für Photographie, Berlin
- 2018:	Are you satisfied? Aktuelle Kunst und Revolution, Stadtgalerie Kiel
- 2018:	Deal, Galerie Russi Klenner, Berlin (Einzelausstellung)
- 2018:	Dystopia, Zum 200. Geburtstag von Karl Marx, Kunstsammlung Jena
- 2018:	In disorder, Marburger Kunstverein (Einzelausstellung)
- 2018:	Junge Sammlungen 05 – What Paradise?, Weserburg Museum für moderne Kunst, Bremen
- 2018:	Portraits from the Miettinen Collection, Salon Dahlmann, Berlin
- 2019:	Anxiety of Images, National Taiwan Museum of Fine Arts, Taiwan
- 2019:	Belichtungen, Städtische Galerie im Park Viersen
- 2019:	Dekalog, Leonhardi-Museum, Dresden
- 2019:	In Search Of The Miraculous, Schau Fenster Berlin
- 2019:	Realitäts Check, Kunstraum Potsdam
- 2019:	Travelling the World – Art from Germany, Kapana Gallery, Plovdiv, Bulgaria
- 2019:	Up in Arms, NGBK, Berlin
- 2020: Ausweitung der Marktzone, Kallmann-Museum, Ismaning
- 2020: Heile Welt, Kunstverein Bahnitz
- 2020: Licht und Angst, Russi Klenner, Berlin, Juni bis August 2020
- 2020: sky & heaven, Guardini Galerie, Berlin
- 2020: So wie wir sind 2.0, Weserburg Museum für moderne Kunst Bremen
- 2020: Wir Kapitalisten. Von Anfang bis Turbo., Bundeskunsthalle Bonn 13. März ‐ 30. August 2020
- 2020/2021: Glauben und Handeln, Kunstsammlung Jena 4. Dezember 2020 – 30. Mai 2021[4]
- 2022: it takes time to build and a second to wreck it, Städtische Galerie Delmenhorst, 09. Juli – 06. November 2022[5]

## Auszeichnungen
- 2010: Magnum Expression Award
- 2010: Nominierung zum Körber-Foto-Award
- 2010: Portfolio Prize Aperture Foundation
- 2011: Europäischer Architekturfotografie-Preis
- 2011: Arbeitsstipendium der VG Bild-Kunst
- 2012: LeadAward Fotografie
- 2013: Lotto Brandenburg Kunstpreis Fotografie
- 2014: Ellen-Auerbach-Stipendium, Akademie der Künste, Berlin

## Belege
1. 1 2 3  Ellen-Auerbach-Stipendium 2014: Biografisches zu Julian Röder, Akademie der Künste Berlin adk.de, abgerufen am 18. August 2020.
2. 1 2  Künstlerbiografisches zu Julian Röder, CV auf der Galerieseite russiklenner.de, abgerufen am 18. August 2020.
3. ↑  siehe seine Homepage
4. ↑  Julian Röder. Glauben und Handeln. Abgerufen am 1. April 2021.
5. ↑  it takes time to build and a second to wreck it | Haus Coburg. Abgerufen am 5. Mai 2023.

| Personendaten    | Personendaten          |
| ---------------- | ---------------------- |
| NAME             | Röder, Julian          |
| KURZBESCHREIBUNG | deutscher Fotokünstler |
| GEBURTSDATUM     | 1981                   |
| GEBURTSORT       | Erfurt                 |